# 添田警察署
添田警察署（そえだけいさつしょ）は、かつて福岡県警察が管轄していた警察署。2010年（平成22年）4月1日に田川警察署と統合され、警部交番となった。

## 所在地
- 〒824-0601　福岡県田川郡添田町大字庄1074番地の2

（JR九州 添田駅より北へ約1km。）

## 管轄区域
- 田川郡のうち、添田町および大任町

## 沿革
- 1876年（明治9年）10月18日 - 行事警察署添田巡査屯所開設。
- 1877年（明治10年）2月25日 - 小倉警察署添田分署となる。
- 1886年（明治19年）9月1日 - 添田分署が廃止され、小倉警察署から香春警察署が分離独立したのに伴って香春警察署に移管される。
- 1918年（大正7年）4月1日 - 後藤寺警察署に移管され警部補派出所となる。
- 1921年（大正10年）9月1日 - 後藤寺警察署添田分署に昇格。
- 1926年（大正15年）4月1日 - 添田警察署として分離独立。
- 1948年（昭和23年）3月7日 - 旧警察法施行に伴い、自治体警察の添田町警察署となる。
- 1954年（昭和29年）7月1日 - 改正警察法施行により県警察が発足し、福岡県添田警察署となる。
- 1991年（平成3年）9月17日 - 現庁舎新築。
- 2003年（平成15年）8月27日 - 県下全域交番駐在所再編により、富山町、梅田、中元寺、今任原駐在所を廃止（統廃合）し、大任町にある梅田駐在所を大任交番に変更。
- 2010年（平成22年）3月31日：県下警察署再編成に伴い、添田警察署を廃止、田川警察署に統合。

## 組織（廃止前）
- 総務警備課
- 会計課
- 生活安全刑事課
- 地域交通課

## 交番
| 名称         | 読み           | 所在地                            |
| ------------ | -------------- | --------------------------------- |
| 添田駅前交番 | そえだえきまえ | 田川郡添田町大字添田1187番地の3   |
| 大任交番     | おおとう       | 田川郡大任町大字大行事1617番地の4 |

## 駐在所
| 名称         | 読み     | 所在地                            |
| ------------ | -------- | --------------------------------- |
| 津野駐在所   | つの     | 田川郡添田町大字津野6063番地の1   |
| 落合駐在所   | おちあい | 田川郡添田町大字落合800番地の3    |
| 英彦山駐在所 | ひこさん | 田川郡添田町大字英彦山1965番地の1 |